# Dhimitër Antoni
Dhimitër Antoni, född 1922 i Tirana i Albanien, död 1995, var en albansk forskare, publicist och författare.
Antoni var en av grundarna av Albaniens nationalarkiv vid slutet av andra världskriget.
Antoni var kunnig i franska, rumänska, italienska och osmanska och hade en examen i filosofi, litteraturhistoria och arkivstudier.

### Fotnoter
1. ↑   (på albanska) Retushet e gjymtojnë historinë, Gazeta Telegraf, 2014-01-17, arkiverad från ursprungsadressen  den 2016-02-03, https://web.archive.org/web/20160203170307/http://telegraf.al/sociale/dhimiter-antoni-retushet-e-gjymtojne-historine